# Cajueiro (Alagoas)
Cajueiro is een gemeente in de Braziliaanse deelstaat Alagoas. De gemeente telt 20.825 inwoners (schatting 2009).